# Friedrich Matthes
Friedrich Matthes (* 17. Oktober 1881 in Berlin; † 1950) war ein deutscher Konteradmiral (W) der Kriegsmarine.

## Leben
Friedrich Matthes trat am 13. April 1898 als Schiffsjunge in die Kaiserliche Marine ein und schlug die Laufbahn eines Feuerwerkers ein. Von 1898 bis 1913 diente er auf den Schiffen Sophie, Gneisenau, Olga, Hansa, Mars, Moltke, Preußen und Lothringen, kam dann 1913/14 an die Kaiserliche Werft Wilhelmshaven. 1915 war er im Artillerie-Depot des Marinekorps in Flandern und belegte 1916 einen Offizierslehrgang der Oberfeuerwerkerschule an der Ingenieur- und Deckoffizierschule in Kiel-Wik. Mit Patent zum 28. Juni 1916 wurde er Feuerwerks-Leutnant. Nach dem Krieg in die Reichsmarine übernommen, war er bis 1920 dann erneut an der Werft Wilhelmshaven. Am 8. März 1920 wurde er im Zuge der Reduzierung der Marine mit dem Charakter als Feuerwerks-Oberleutnant aus dem aktiven Dienst verabschiedet.
Anschließend war er bis 1925 technischer Obersekretär der Werft Wilhelmshaven, ab 1926 erst Marine-Ingenieur und ab 1928 Marine-Oberingenieur. 1932 wurde er als Ministerialamtmann in der Marinewaffenabteilung des Allgemeinen Marineamtes im Reichswehrministerium eingesetzt. Bis zu seiner Reaktivierung blieb er in dieser Position.
Am 1. Juli 1934 wurde er als Waffenoffizier (W) und Kapitänleutnant (W) reaktiviert und war 1935/36, ab 1. Juli 1935 Korvettenkapitän (W), Vorstand des Marineartilleriezeugamtes in Pillau und 1936/37 Vorstand des Marineartilleriezeugamtes in Kiel-Dietrichsdorf und Referent bei der Festungskommandantur Kiel. Es folgte von Oktober 1937 bis November 1939 sein Einsatz als Generalreferent im Marinewaffenamt im OKM. In dieser Position wurde er am 1. Februar 1938 Fregattenkapitän (W). Mit seiner Beförderung zum Kapitän zur See (W) im November 1939 wurde er Abteilungschef von AWa C II im OKM. Von Januar 1943 bis April 1944 war er Chef der Amtsgruppe AWa C im OKM. Am 1. Februar 1943 wurde er gemeinsam mit Richard Jewinski, dieser für die Sperrwaffen, für die Artilleriewaffen zum Konteradmiral (W) befördert. Von April 1944 bis Juli 1944 war er beurlaubt und wurde am 31. Juli 1944 aus der Kriegsmarine verabschiedet.

## Werke (Auswahl)
- Der Artillerie-Waffenoffizier der Kriegsmarine, Geschichte, Einführung, Ausbildung und Aufgaben. In: Marine-Rundschau, Band 45, Heft 4, 1940, S. 187 ff.